# サナア県
サナア県 (サナアけん、アラビア語: صنعاء Ṣana'ā')は、イエメンの県。県都は首都サナアであるが、サナア県は行政的にはサナア市として独立しており、サナア県の管轄下にはない。しかしサナア県の庁舎はサナア市内におかれている。サナア県の面積は13,850 km²、2004年の人口は918,379人である。

## 下位行政区画
サナア県は以下の16の地区に分かれる。
- Al Haymah Ad Dakhiliyah District
- Al Haymah Al Kharijiyah District
- Al Husn District
- Arhab District
- Attyal District
- Bani Dhabyan District
- Bani Hushaysh District
- Bani Matar District
- Bilad Ar Rus District
- Hamdan District
- Jihanah District
- Khwlan District
- Manakhah District
- Nihm District
- Sa'fan District
- Sanhan District